# Bracon cameronii
Bracon cameronii är en stekelart som beskrevs av Dalla Torre 1898. Bracon cameronii ingår i släktet Bracon och familjen bracksteklar. Inga underarter finns listade.